# Palacio de Aldovea
El palacio de Aldovea, palacio del Soto de Aldovea o castillo-palacio de Aldovea es un palacio situado en el municipio español de Torrejón de Ardoz, de Madrid.

## Ubicación
Se sitúa en el término municipal español de San Fernando de Henares (a 5 km), anexo al límite con el de Torrejón de Ardoz (a 3 km del centro urbano), junto al Barrio del Castillo, en la Comunidad de Madrid.
Está ubicado en el centro de un paraje conocido como Soto de Aldovea, cuyos orígenes se remontan a la Reconquista cristiana de la zona. En manos inicialmente del obispado de Segovia, el rey Alfonso VII se lo concedió al Arzobispado de Toledo, que lo mantuvo durante las edades Media y Moderna.

## Historia

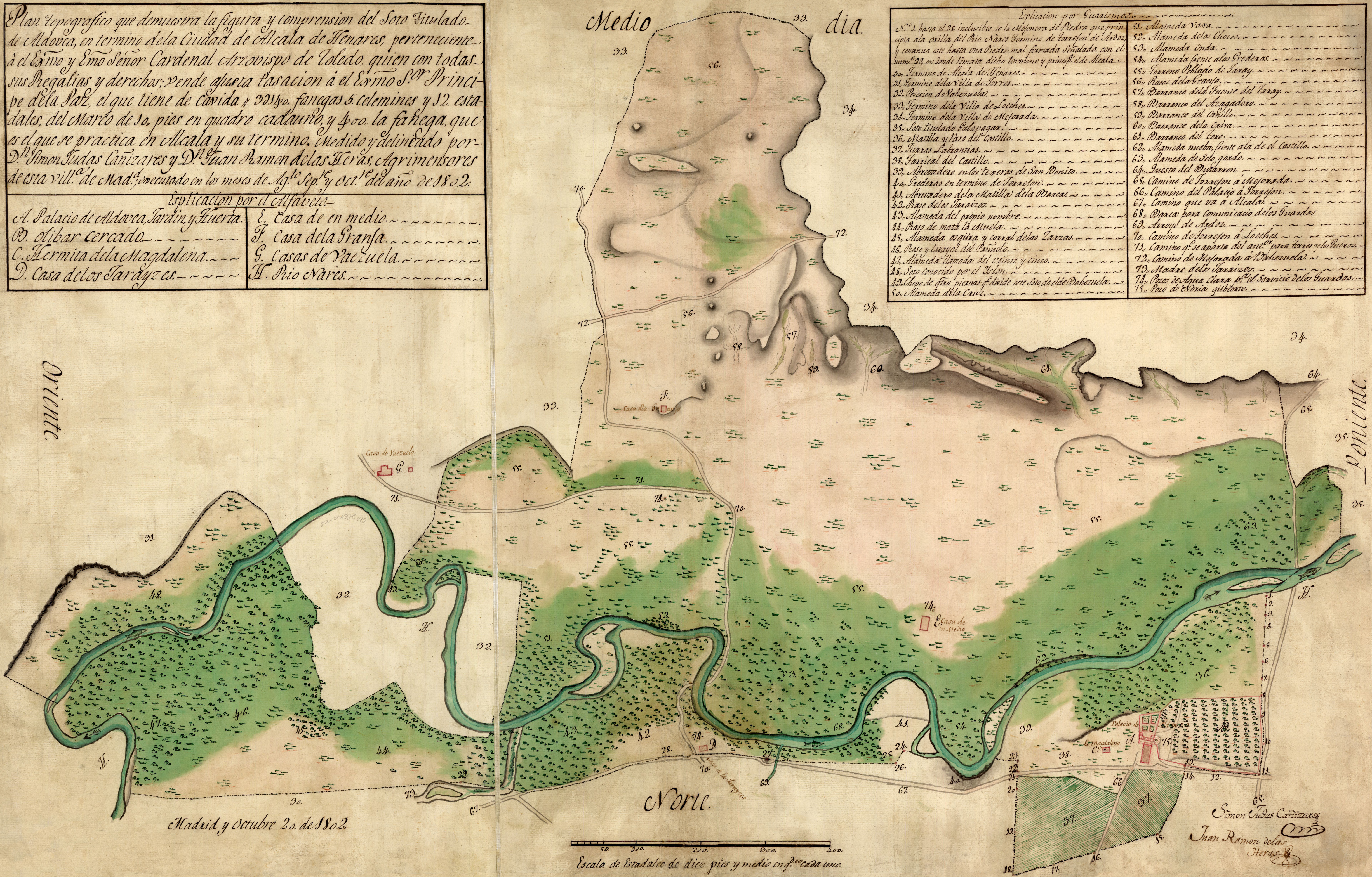
Plano del Soto de Aldovea en 1802.

El origen del palacio es incierto, aunque se cree que en Soto de Aldovea se hallaba una casa fuerte con torreones que aparece mencionada en varios diversos documentos de los siglos XV y XVI. A mediados del siglo XVIII, por encargo del infante Luis Antonio de Borbón y Farnesio, arzobispo de Toledo, se construyó el palacio origen de la construcción que existe hoy en día. Es obra del arquitecto Virgilio Rabaglio.
En 1802 dejó de ser propiedad del Arzobispado de Toledo para pasar a ser propiedad particular de Manuel Godoy, que adquirió el soto y el castillo. La venta se hizo por cinco millones de reales siendo arzobispo de Toledo su cuñado Luis María de Borbón y Vallabriga. En 1804, Godoy vendió la finca y el palacio al rey Carlos IV, uniéndose al Real Sitio de San Fernando de Henares. Las propiedades fueron enajenadas durante la segunda mitad del siglo XIX. Como consecuencia de la ley de Desamortización de 1865, las propiedades fueron subastadas, y en 1869 le fue adjudicado a José Francisco de Pedroso y Cárdenas, marqués de San Carlos de Pedroso. En 1882, el marqués recibió el premio del Ministerio de Fomento por haber creado la mayor extensión de regadío en una finca de su propiedad.
En 1902 la propiedad, de 1x700 hectáreas, pasó a manos de Rodrigo Figueroa y Torres, duque de Tovar, cuyos herederos ostentan hoy la propiedad del palacio.
Durante la guerra civil española, fue cuartel del general Miaja durante la batalla del Jarama.
Apareció en la serie La princesa de Éboli, con Belén Rueda al frente del reparto en el papel de la princesa.

## Descripción
Tiene una planta rectangular con torres en las esquinas, insertadas en las líneas de muros. El edificio está rematado por un tejado con alero voladizo. Las torres tienen una cubierta a cuatro aguas bajo la cual discurre también el alero. Las ventanas tienen rejas o balcones y, en las torres, están coronadas con frontones triangulares. La fachada principal, situada en el lado este, consiste en una portada flanqueada de columnas con un escudo de los Borbones en el frontispicio. Sobre el escudo se halla una corona real y un capelo cardenalicio sostenido por dos angelotes, aludiendo al infante don Luis. Los muros son de ladrillo visto. El zócalo, las molduras de las ventanas y los refuerzos de los ángulos son de piedra.